# Joaquim Bilbeny i Bosch
Joaquim Bilbeny i Bosch (Mataró, 4 d'abril de 1907 - Chacao, Veneçuela, 24 de gener de 1972) fou un polític català. Treballà al sector del comerç i al de les assegurances. Militant d'Esquerra Republicana de Catalunya, fou membre del seu Comitè Executiu Central de la Federació de Barcelona. Fou elegit diputat a les eleccions al Parlament de Catalunya de 1932 i participà en la Comissió Permanent de Governació. Més tard participaria també en la Comissió Permanent de Reforma del Reglament i de Finances, així com en les d'Actes, de Reglament Interior i de Llei Municipal. En acabar la guerra civil espanyola es va exiliar a Mèxic.